# Achslach
Achslach este o comună din landul Bavaria, Germania.